# جون سيلي
جون سيلي هو سياسي أمريكي، ولد في 1872، وتوفي في 1932. نشط حزبياً في الحزب الديمقراطي. وقد انتخب عضو جمعية ولاية نيويورك ‏ وانتخب عضو مجلس ولاية نيويورك ‏.